# Nicolás Romero
Nicolás Romero er en kommune og en by (officielt Ciudad Nicolás Romero) i den mexikanske delstat Mexico (Estado de México). Kommunen indgår i storbyområdet ZMCM, som en del af Mexico city. Folketællinger fra 2005 viser at der bor 269 393 indbyggere i kommunen. Administrativt centrum for kommunen er Villa Nicolás Romero.

19°38′12″N 99°18′25″V / 19.63658°N 99.30682°V